# Malaltia neuromuscular
Una malaltia neuromuscular és un terme ampli que engloba moltes malalties que dificulten el funcionament dels músculs, ja sigui directament, sent patologies del múscul (miopaties) voluntari, o indirectament, sent patologies de nervis o unions neuromusculars.
Les malalties neuromusculars són les que afecten la musculatura i el seu control directe del sistema nerviós; els problemes amb el control del sistema nerviós central poden causar espasticitat o algun grau de paràlisi (tant per trastorns de la motoneurones inferiors com de les superiors), segons la ubicació i la naturalesa del problema. Alguns exemples de trastorns centrals són l'accident cerebrovascular, la malaltia de Parkinson, l'esclerosi múltiple, la malaltia de Huntington i la malaltia de Creutzfeldt-Jakob. Les atròfies musculars vertebrals són trastorns de la motoneurona inferior mentre que l'esclerosi lateral amiotròfica és una trastorn mixt de motoneurones superiors i inferiors.

## Símptomes i signes
Poden incloure els següents:
- Parestèsia
- Debilitat muscular i atròfia muscular
- Miàlgia (dolor muscular)
- Fasciculacions (molèsties musculars)